# Turlock
Turlock é uma cidade localizada no estado americano da Califórnia, no condado de Stanislaus. Foi incorporada em 15 de fevereiro de 1908.

## Geografia
De acordo com o United States Census Bureau, a cidade tem uma área de 43,8 km², onde todos os 43,8 km² estão cobertos por terra.

### Localidades na vizinhança
O diagrama seguinte representa as localidades num raio de 16 km ao redor de Turlock.

## Demografia
Segundo o censo nacional de 2010, a sua população é de 68 549 habitantes e sua densidade populacional é de 1 563,31 hab/km². Possui 24 627 residências, que resulta em uma densidade de 561,64 residências/km².